# Čadca
Čadca es la capital del distrito de Čadca en la región de Žilina, Eslovaquia, con una población estimada a final del año 2024 de 22 307 habitantes.
Se encuentra ubicada al noroeste de la región, cerca del curso alto del río Váh (cuenca hidrográfica del Danubio) y de la frontera con la República Checa y Polonia.

## Demografía
| Año        | 1994   | 2004    | 2014    | 2024    |
| ---------- | ------ | ------- | ------- | ------- |
| Población  | 26 359 | 26 269  | 24 670  | 22 307  |
| Diferencia |        | −0,34 % | −6,08 % | −9,57 % |

| Año        | 2023   | 2024    |
| ---------- | ------ | ------- |
| Población  | 22 580 | 22 307  |
| Diferencia |        | −1,20 % |